# Svarta rosor (film, 1932)
Svarta rosor är en svensk dramafilm från 1932 i regi av Gustaf Molander.

## Handling
Servitrisen Inga har blivit med barn. Barnafadern, sjömannen Edvin, säger åt henne att hitta någon som kan klara upp det åt honom men ångrar sig och säger att det ordnar sig. Hemma hos sig blir läroverksadjunkten Johannes ompysslad av sin hushållerska Tilda. Hon är bekymrad över att hans elever är vilda och säger åt honom att slå vett i dem men han tycker det är dålig psykologi. I skolan får vi bevittna att eleverna saknar respekt för honom och driver med honom bakom hans rygg. Han blir upprörd och nervös och beklagar sig för sin kollega Hampus. Denne säger att man måste kunna ta pojkarna. Han påminner om kvällens restaurangbesök.
Johannes och Inga upplever en lycklig tid tillsammans. Hennes mor som anar hur det är ställt med henne uppmanar nu henne att tala om för honom att det är hans tur att betala. Annars gör hon det själv. Inga säger att hon själv skall göra det och överger sedan Johannes sedan hon lämnat ett brev om att hon är med barn och behöver pengar i hans brevlåda. Hon försvinner bort och det går en tid.
Det blir vår och Johannes söker upp henne i hennes hem, där husets sladdertackor sitter samlade kring barnet. Han tycker att barnet är inte särskilt likt honom men Inga menar att det kommer med tiden. På inrådan av grannfruarna har en herr Fernblom satt upp ett faderskapserkännande där Johannes även förpliktigar sig att betala underhåll mot att Inga stannar kvar hos sin mor. Johannes vägrar skriva på.
Johannes som följt efter, möter Edvin i porten när denne går sin väg och erbjuder ”fri entré”. Johannes friar till Inga och säger att han inte kan leva utan henne. Under tiden har Hampus mjukat upp Tildas motstånd. Tillsammans skålar de för släktporträtten i Johannes´våning och alltmedan Tilda fyllnar till blir hon sentimental och beklagar att det inte finns några sonsöner i huset. Då uppenbarar sig Johannes igen, nu i sällskap med Inga och barnet.

## Om filmen
Filmen premiärvisades 29 februari 1932 i Göteborg. Den spelades in i Filmstaden Råsunda med exteriörer från Stockholm av Åke Dahlqvist. 
Som förlaga har man Sigfrid Siwertz novell, Drömmen om barnet från novellsamlingen Hamn och hav som publicerades 1911. En viktig del av handlingen är dikten Svarta rosor av Ernst Josephson från diktsamlingen med samma namn som publicerades 1888. 
Rune Carlsten spelade in en film 1945 med titeln Svarta rosor. Utöver titlarna har de två filmerna ingenting gemensamt. 

## Rollista
- Ester Roeck-Hansen – Inga Gustafsson, servitris
- Einar Axelsson – Johannes Borin, läroverksadjunkt, klassföreståndare i ring 1 A
- Karin Swanström – Tilda, Johannes hushållerska
- Carl Barcklind – Hampus Moberg, lektor, Johannes kollega
- Nils Lundell – Edvin Jonsson, sjöman, far till Ingas barn
- Sigurd Wallén – Fernblom, förste vaktmästare
- Constance Byström – Ingas mor
- Ruth Stevens – flickan på lastångaren
- Sune Holmqvist – Berggren, elev
- Harry Isacsson – Ljungmark, elev
- Emil Fjellström – skutskepparen
- Julia Cæsar – fru Karlsson, grannkvinna hos Ingas mor
- Helga Brofeldt – ena kvinnan som häger tvätt utanför Rörstrandsgatan 94
- Mona Geijer-Falkner – andra kvinnan som hänger tvätt
- Helle Winther – den lille pojken utanför Rörstrandsgatan 94

## Musik i filmen
- Våra bockar och getter, sång Carl Barcklind
- Sång, röst, piano, op. 36. Svarta rosor (Svarta rosor), kompositör Jean Sibelius, text Ernst Josephson, sång Carl Barcklind, samt att den reciteras av Einar Axelsson
- Den sköna Helén eller Flickan i Peru (Flickan i Peru), kompositör Benjamin Russel Hanby, text och musikbearbetning Evert Taube, sång Nils Lundell
- Wieder wird es Frühling, kompositör Franz Grothe, framförs på tyska av okänd sångare
- Mors lilla Olle, kompositör Alice Tegnér, text Wilhelm von Braun, framförs visslande och nynnande av Einar Axelsson
- Sjungom studentens lyckliga dag (Studentsång), kompositör Prins Gustaf, text Herman Sätherberg
- Bröllopet på Ulfåsa. Bröllopsmarsch, kompositör August Söderman, instrumental.
- Rheinlied/Strömt herbei ihr Völkerscharen (Rhenvinets lov), kompositör Peter Johann Peters, tysk text Otto Inkermann svensk text R. Palmé, sång Carl Barcklind
- Kors på Idas grav (Mossbelupen hydda står wid Heklas fot/Korset på Idas graf), kompositör Johan Göran Berger, text Charlotta Berger, sång Carl Barcklind
- Dikter av Bo Bergman. Näcken, sång nr 4 ur Fem ballader (Näcken), kompositör Ture Rangström, text Bo Bergman, instrumental.
- Ro, ro till fiskeskär, sång Carl Barcklind
- Ja, må han leva!, sång Carl Barcklind
- Sol över Sverige, kompositör Gustaf Nordqvist, text Osvald Sirén, instrumental.
- Sju dikter, op. 26. Nr 6, Skogen sover, kompositör Hugo Alfvén, text Ernest Thiel, framförs på piano av Carl Barcklind
- Modlitwa dziewicy/La prière d'une vierge (Jungfruns bön), kompositör Tekla Bądarzewska-Baranowska, framförs på piano av Carl Barcklind
- Spinn, spinn, dotter min, instrumental.